# House of Lies
Ne doit pas être confondu avec House of Cards ou The House of Lies.
House of Lies (stylisé Hou$e of Lie$) est une série télévisée américaine en 58 épisodes d'environ 28 minutes créée par Matthew Carnahan (en) et diffusée simultanément entre le 8 janvier 2012 et le 12 juin 2016 sur Showtime aux États-Unis et sur The Movie Network au Canada.
En France, la série est diffusée depuis le 18 février 2014 sur Jimmy, et au Québec, depuis le 28 juillet 2014 à Super Écran.

## Synopsis
Marty Kaan est un consultant en finance et management auprès de grandes entreprises, adepte des filles, de la fête et de la frime. Aidé par sa fine équipe d'experts, il sillonne les États-Unis à la recherche de nouvelles victimes tout en élevant son jeune fils du mieux qu'il peut alors que son ex-femme, qui est aussi sa concurrente principale, n'en a que faire...

## Distribution

### Acteurs principaux
- Don Cheadle (VFB : Philippe Allard) : Marty Kaan
- Kristen Bell (VFB : Nancy Philippot) : Jeannie Van Der Hooven
- Ben Schwartz (VFB : Alessandro Bevilacqua) : Clyde Oberholt
- Josh Lawson (VFB : Nicolas Mathys) : Doug Guggenheim
- Dawn Olivieri (VFB : Claire Tefnin) : Monica Talbot (principale saisons 1 à 3, puis récurrente)
- Donis Leonard Jr. (VFB : Esteban Oertli) : Roscoe Kaan
- Glynn Turman (VFB : Erwin Grünspan) : Jeremiah Kaan

### Acteurs récurrents
- Greg Germann (VFB : Michelangelo Marchese) : Greg Norbert
- John Aylward (VFB : Jean-Paul Landresse) : K. Warren McDale
- Mo Gaffney (en) (VFB : Laurence César) : principale Gita
- Megalyn Echikunwoke (VFB : Valérie Muzzi) : April
- Griffin Dunne (VFB : Jean-Marc Delhausse) : Marco Pelios
- Michael Rady (VFB : Jean-Michel Vovk) : Wes Spencer
- Richard Schiff : Harrison « Skip » Galweather
- Anna Camp : Rachel Norbert
- Larenz Tate : frère de Marty (saison 2)
- Nia Long (VFB : Mélanie Dermont) : Tamara (saison 2)
- Mather Zickel (en) : Michael Carlson (saison 2)
- Bess Armstrong : Julianne Hotschragar (saison 2)
- Mekhi Phifer : Dre (saison 3)
- Eliza Coupe : Marissa (saison 3)
- Alice Hunter : Chantelle (saison 3)
- Fred Melamed : Harvey Oberholt (saison 4)
Version française
  - Société de doublage : Mediadub International (Belgique[6])
  - Direction artistique : Bruno Mullenaerts[6]
  - Adaptation des dialogues : Flaminio Corcos, Viviane Lesser, Julien Notais et Marc Girard-Igor[6]

Source VF : Doublage Séries Database

## Production

### Développement
Le 17 mai 2016, la série est annulée.

### Casting
Entre octobre et décembre 2012, les acteurs Larenz Tate, Nia Long, Mather Zickel (en) et Bess Armstrong ont obtenu un rôle récurrent lors de la deuxième saison. Quant aux acteurs Lisa Edelstein et Adam Brody ont obtenu respectivement un rôle le temps de deux épisodes et de trois épisodes lors de cette même saison.
En août et septembre 2013, les acteurs Mekhi Phifer et Eliza Coupe ont obtenu un rôle récurrent lors de la troisième saison.
Wanda Sykes, Ken Marino, Nicky Whelan, Donald Faison, John Cho, Malcolm-Jamal Warner, Glenn Howerton, Keegan-Michael Key, Ed Weeks (en) et Brianna Baker ont obtenu des rôles pour la cinquième saison.

### Tournage
La série est tournée à Los Angeles, en Californie et à New York, aux États-Unis.
Un épisode de la cinquième saison est tourné à La Havane, à Cuba.

### Fiche technique
- Titre original et français : House of Lies
- Création : Matthew Carnahan
- Réalisation : Stephen Hopkins, Daisy von Scherler Mayer et Don Cheadle
- Scénario : Matthew Carnahan, Theo Travers, David Walpert et Wesley S. Nickerson III, D'après l'œuvre de Martin Kihn
- Direction artistique : Joseph Michael Tenga et Ray Yamagata
- Décors : Ray Yamagata, Shane Valentino, Jane Ann Stewart et Doug J. Meerdink
- Costumes : Christie Wittenborn
- Photographie : Dale Berman
- Montage : Tod Feuerman et Tirsa Hackshaw
- Effets spéciaux : Stargate Studios
- Musique : Mark Mothersbaugh et Clinton Shorter
- Casting : Felicia Fasano
- Production : Barbara Nance ; Wesley S. Nickerson (coproducteur) ; Karin Gist (superviseur) ; Anne M. Uemura
  - Coproducteur : Anne M. Uemura, Wesley S. Nickerson III et Taii K. Austin
  - Production délégué : Jessika Borsiczky, Matthew Carnahan et Don Cheadle
- Société(s) de production : Refugee Productions et Showtime Networks
- Société(s) de distribution (télévision) :
  - Showtime (États-Unis)
  - HBO (Pays-Bas)
  - The Movie Network (Canada)
- Pays d'origine :  États-Unis
- Langue originale : anglais
- Format : couleur - 16:9 HD - Son Dolby Digital
- Genre : série comédie
- Durée : 30 minutes

 Sauf indication contraire, les informations mentionnées dans cette section peuvent être confirmées par la base de données cinématographiques IMDb,  présente dans la section « Liens externes ».

## Épisodes

### Première saison (2012)
La première saison est composée de douze épisodes.
1. Vice, magouilles et consulting (Gods of Dangerous Financial Instruments)
2. Amsterdam (Amsterdam)
3. Micro-pénis (Microphallus)
4. Le petit empereur (Mini-Mogul)
5. Le pays des mormons (Utah)
6. Descente à Los Angeles (Our Descent Into Los Angeles)
7. Sans capote (Bareback Town)
8. Veritas (Veritas)
9. Ouroboros (Ouroboros)
10. La foi est un plat qui se mange froid (Prologue and Aftermath)
11. Les affaires sont les affaires (Business)
12. Contre-attaque (The Mayan Apocalypse)

### Deuxième saison (2013)
Le 2 février 2012, Showtime a renouvelé la série pour une deuxième saison diffusée depuis le 13 janvier 2013.
1. Le Renouveau (Stochasticity)
2. Quand les dinosaures régnaient sur terre (When Dinosaurs Ruled the Planet)
3. Rencard entre mecs (Man–date)
4. Matt Damon, ce héros (Damonschildren.org)
5. Business et sincérité (Sincerity Is an Easy Disguise in This Business)
6. Valeurs familiales (Family Values)
7. Un faux pas dans la course (The Runner Stumbles)
8. Sex Toys (Wonders of the World)
9. Cas de conscience (Liability)
10. Porte de sortie (Exite Strategy)
11. En plein désert (Hostile Takeover)
12. Pour le meilleur et pour le pire (Til Death Do Us Part)

### Troisième saison (2014)
Le 29 janvier 2013, Showtime a renouvelé la série pour une troisième saison diffusée depuis le 12 janvier 2014.
1. Dommages (Wreckage)
2. Puissance Mesurée (Power)
3. Boum (Boom)
4. Associés (Associates)
5. Fini de Jouer (Soldiers)
6. Leurre à Facettes (Middlegame)
7. Divergences (Pushback)
8. La Stratégie de la corde raide (Brinkmanship)
9. Monsieur Zhang (Zhang)
10. Comeuppance : Mauvais karma (Comeuppance)
11. Retrouvailles (Together)
12. Le vent se lève (Joshua)

### Quatrième saison (2015)
Le 18 février 2014, Showtime a renouvelé la série pour une quatrième saison diffusée à partir du 11 janvier 2015.
1. titre français inconnu (At the End of the Day, Reality Wins)
2. titre français inconnu (I'm a Motherfucking Scorpion, That's Why)
3. titre français inconnu (Entropy is Contagious)
4. titre français inconnu (We Can Always Just Overwhelm the Vagus Nerve with Another Sensation)
5. titre français inconnu (The Urge to Save Humanity is Almost Always a Front for the Urge to Rule)
6. titre français inconnu (Trust Me, I'm Getting Plenty of Erections)
7. titre français inconnu (The Next Olive Branch Goes Straight Up Your Ass)
8. titre français inconnu (He Didn't Mean That, Natalie Portman)
9. titre français inconnu (We're Going to Build a Mothership and Rule the Universe)
10. titre français inconnu (Praise Money! Hallowed Be Thy Name)
11. titre français inconnu (Everything's so F'n Obvious, I Don't Even Know Why We're Having this Conversation)
12. titre français inconnu (It's a Box Inside a Box Inside a Box)

### Cinquième saison (2016)
Le 31 mars 2015, Showtime a renouvelé la série pour une cinquième saison composée de dix épisodes diffusée depuis le 10 avril 2016. Le premier épisode de la saison a été diffusé gratuitement dès le 1er avril 2016 sur différentes plateformes de streaming telles que Amazon, Apple, YouTube, Hulu, Roku et PlayStation Vue.
1. Phénomène de destruction créative (Creative Destruction Phenomenon)
2. Théorie des jeux (Game Theory)
3. Holacratie (Holacracy)
4. Vision à long terme (End State Vision)
5. Au-dessus des mesures de bord (Above Board Metrics)
6. Fenêtre de Johari (Johari Window)
7. Alliance contre nature (One-Eighty)
8. Tragédie des biens communs (Tragedy of the Commons)
9. Un accord violent (Violent Agreement)
10. No es facil (No Es Facil)

## Univers de la série

### Les personnages
Marty Kaan
Il est le chef d'une des équipes de Galweather and Stern. Il doit gérer sa vie entre son fils, son père et son ex-femme. Sa marque de fabrique est le profit avant tout même s'il peut s'envoyer en l'air dans la foulée que ce soit avec la première inconnue, le client, les proches du client ou même son ex-femme.

## Accueil

### Audiences

#### Aux États-Unis
Le premier épisode de la deuxième saison a réalisé la meilleure audience de la série avec 1,19 million de téléspectateurs lors de sa première diffusion.
Le dixième épisode de la première saison a réalisé la pire audience de la série avec 620 000 téléspectateurs lors de sa première diffusion.

### Distinctions

#### Récompenses
- Golden Globes 2013 : Meilleur acteur dans une série télévisée musicale ou comique pour Don Cheadle
- 44e cérémonie des NAACP Image Awards 2013 : Meilleur acteur dans une série télévisée comique pour Don Cheadle

#### Nominations
- Primetime Emmy Awards 2013 : Meilleur acteur dans une série télévisée comique pour Don Cheadle
- Golden Globes 2014 : Meilleur acteur dans une série télévisée musicale ou comique pour Don Cheadle
- Primetime Emmy Awards 2014 : Meilleur acteur dans une série télévisée comique pour Don Cheadle
- Golden Globes 2015 : Meilleur acteur dans une série télévisée musicale ou comique pour Don Cheadle
- Primetime Emmy Awards 2015 : Meilleur acteur dans une série télévisée comique pour Don Cheadle